# Благотворительные организации Дома Рональда Макдональда
Благотворительные организации Дома Рональда Макдональда (англ. Ronald McDonald House Charities) — американская некоммерческая организация, миссия которой заключается в разработке и реализации проектов, направленных на повышение качества жизни детей по всему миру.
Организация имеет глобальную сеть домов в 62 странах в рамках программ: Ronald McDonald House, Ronald McDonald Family Room и Ronald McDonald Care Mobile.

## Деятельность

### Ronald McDonald House
Первый Дом Рональда Макдональда был открыт в Филадельфии в 1974 году. Джим Мюррэй, генеральный менеджер Philadelphia Eagles, собирал средства для дочери одного из своих игроков, когда встретил онколога из Детской больницы Филадельфии доктора Одри Эванс. Они сотрудничали с Elkman Advertising, которая занималась маркетингом для McDonald's.
В 62 странах насчитывается более 387 домов Рональда Макдональда. В них размещаются семьи с госпитализированными детьми в возрасте до 21 года, которые проходят лечение в близлежащих больницах и медицинских учреждениях. Дома Рональда Макдональда позволяют семьям проживать бесплатно. Они также предоставляют семьям еду. Такие дома, находящиеся по всему миру, позволяют семьям сосредоточиться на здоровье своего ребенка.

### Ronald McDonald Family Room
В настоящее время существует более 271 семейных домов Рональда Макдональда в 28 странах. Семейные дома находятся в больницах. Они позволяют семьям оставаться со своими детьми. Эти дома предоставляют семьям возможность сна и принятия душа.

### Ronald McDonald Care Mobile
В настоящее время в десяти странах успешно функционируют 41 автобус Ronald McDonald Care Mobile, которые осуществляют свою деятельность в определённых регионах мира. Эти мобильные медицинские центры оказывают помощь нуждающимся семьям, предоставляя им медицинскую, оздоровительную и стоматологическую помощь.
В современном мире существует множество семей, которые лишены доступа к медицинской помощи. Именно поэтому деятельность автобусов Ronald McDonald Care Mobile имеет значение для реализации проекта организации, направленного на обеспечение людей по всему миру качественной медицинской помощью.

### Международная деятельность организации
В 1981 году в Торонто был открыт первый Дом Рональда Макдональда за пределами Соединённых Штатов Америки. В 1991 году в Париже был открыт 150-й Дом Рональда Макдональда, однако впоследствии он был закрыт. 25 июля 2005 года в Каракасе  был открыт 250-й Дом Рональда Макдональда, но и он впоследствии был закрыт.
Первый внутрибольничный Дом Рональда Макдональда в Азиатско-Тихоокеанском регионе, на Ближнем Востоке и в Африке был открыт в Национальном институте детского здоровья королевы Сирикит в Бангкоке 7 июня 2011 года.

#### Австралия

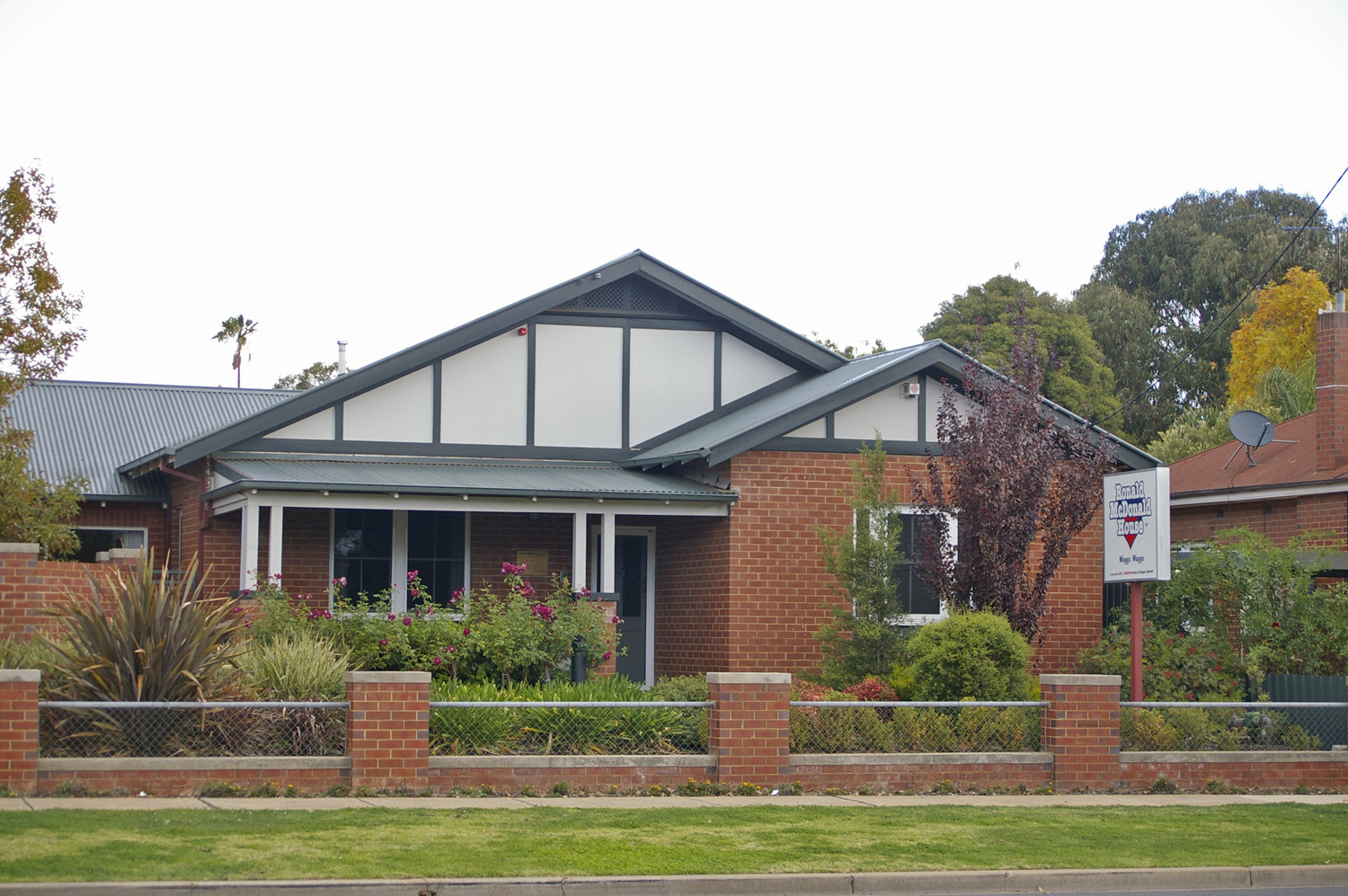
Дом Рональда Макдональда в Вагга-Вагга, Новый Южный Уэльс, Австралия

Первый Дом Рональда Макдональда в Австралии был открыт в Кэмпердауне, Новый Южный Уэльс, в 1981 году. С тех пор количество Домов увеличилось до 18. За это время программа оказала помощь 100 000 семей, принимая до 260 семей за ночь.
Каждый Дом прикреплён к крупной детской или женской больнице.
Программа обучения Рональда Макдональда в Австралии была создана в 1997 году с целью оказания помощи детям, перенёсшим незначительные заболевания и вернувшимся в школу. Её миссия заключается в предоставлении образовательной поддержки этим детям, которые отстали в своём обучении. Это единственная программа подобного рода в Австралии. В настоящее время программа работает с более чем 1000 учеников каждую неделю.
Программа была запущена в 1997 году под руководством Трейси Вебстер.
Программа обучения, разработанная Рональдом Макдональдом, включает в себя когнитивную и образовательную оценку, проводимую квалифицированным педагогом-психологом. Она также предусматривает 40 часов индивидуальных занятий с опытным преподавателем и, при необходимости, 10 сеансов логопедии или трудотерапии.

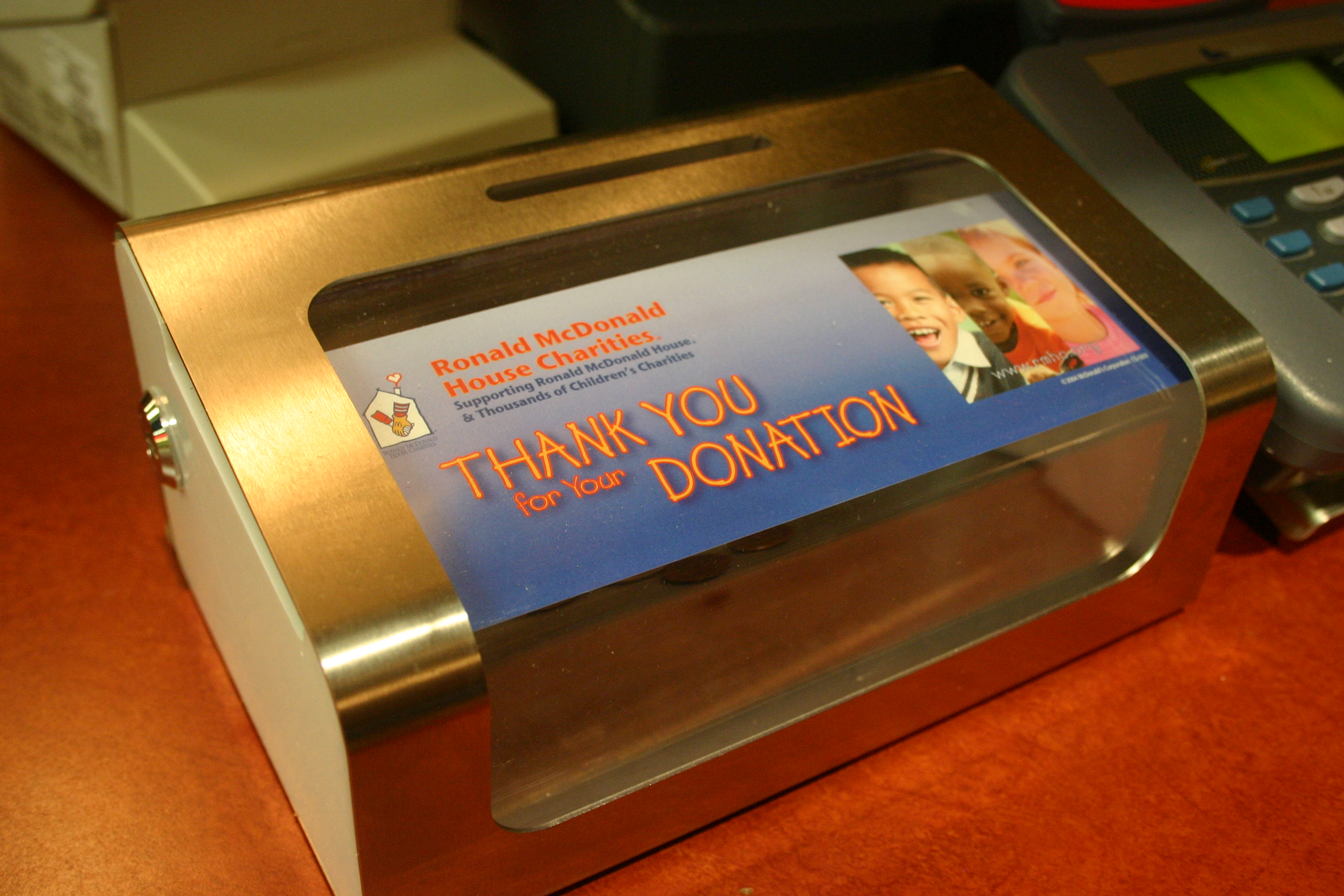
Контейнер для сбора средств в Доме Рональда Макдональда.

Организация также предоставляет семьям возможность проведения отпуска в течение недели в рамках семейных отдыхов. Это особенно актуально для семей, воспитывающих детей с серьёзными заболеваниями.
Программа стипендий имени Чарли Белла, названная в честь первого генерального директора корпорации McDonald's в Австралии, предоставляет финансовую поддержку в виде 11 ежегодных стипендий. Эти стипендии покрывают расходы, связанные с профессиональным или высшим образованием для детей, столкнувшихся с серьёзными заболеваниями.
Ronald McDonald House Australia, помимо прочего, является крупнейшим частным донором банков пуповинной крови в Австралии. В рамках десятилетнего соглашения организация обязалась предоставить 1 миллион австралийских долларов.

#### Гонконг
Первый Дом Рональда Макдональда в Гонконге был открыт в 1996 году в Ша Тине. 
Второй Дом планируется основать в районе Квун Тонг, который находится в непосредственной близости от Детской больницы Гонконга.

#### Норвегия
21 мая 2016 произошло открытие первого в мире лагеря и учебного центра для детей. Инициаторами этого проекта выступили Ronald McDonald Barnefond и Стайн Софи Штифтельс.
Стайн Софи Штифтельс уже имела опыт сотрудничества с Ronald McDonald Barnefond в 2015 году, когда они совместно работали над проектом по ремонту домов, где могли бы бесплатно остановиться на один день дети, подвергшиеся насилию.

### Программа Pop Tab
В рамках программы по сбору крышек от газировки, реализуемой организацией, на сегодняшний день было собрано свыше 4 миллионов долларов. Цель программы — предоставить возможность частным лицам и предприятиям собирать крышки от газировки из алюминиевых банок и передавать их местному отделению или Дому Рональда Макдональда.
Хотя условия программы могут различаться, в большинстве случаев средства, полученные от переработки крышек, используются отделениями организации для покрытия операционных расходов или для финансирования и поддержки различных программ. Не все Дома участвуют в программе сбора крышек от газировки. Собранные крышки от газировки используются благотворительными организациями Дома Рональда Макдональда для финансирования своей деятельности.
Женское общество Alpha Delta Pi активно сотрудничает с благотворительным фондом Ronald McDonald House Charities, продвигая и участвуя в программе Pop Tab.

## Сотрудничество с McDonald's
В рамках программы, реализуемой Домом Рональда Макдональда, осуществляется сбор средств, предназначенных для поддержания деятельности организации. Эти средства поступают в виде пожертвований, которые делаются при покупке Happy Meal в ресторанах McDonald's.
В 2021 году сумма пожертвований, собранных благодаря программе, составила более 168 миллионов долларов. Эти средства были направлены на поддержку деятельности Дома Рональда Макдональда.

## Награды
Журнал Worth назвал благотворительную организацию Ronald McDonald's House Charity одной из «100 лучших благотворительных организаций Америки» в 2001 и 2002 годах.
Совет по экологическому строительству США присудил благотворительному фонду Ronald McDonald's House Charities в Остине и Центральном Техасе  платиновый сертификат Leadership in Energy and Environmental Design.

## Критика
Дом Рональда Макдональда подвергся критике как попытка компании McDonald's отвлечь внимание от своей роли в распространении детского ожирения и проблем, связанных с благополучием животных.
Энн Марквардт, исследовательница из Foodwatch, занимающаяся изучением практики пищевой промышленности, отметила, что необходимо помнить, что большая часть финансирования для этого проекта поступает не от самого McDonald's, а от частных, корпоративных или других доноров.
В 2013 году организация Corporate Accountability International подсчитала, что McDonald's внёс около 5% финансирования, а около 30% поступило из пожертвований клиентов McDonald's.
Марквардт также указала, что дома используются в качестве маркетинговых ходов для продвижения прибыльных, но нездоровых продуктов, а также как инструмент косвенного политического влияния. Она отметила, что политики регулярно приезжали для фотографирования в этих домах.